# Guanacaste (província)
Guanacaste é uma província da Costa Rica, sua capital é a cidade de Liberia. Tem 10 141 km² e mais de 380 mil habitantes, segundo censo de 2018.

## Geografia
Guanacaste está localizada na parte noroeste do país, ao longo da costa do Oceano Pacífico. A norte faz fronteira com a Nicarágua (Guanacaste originalmente era un território independente) . A este confina com a Província de Alajuela e sudeste com a Província de Puntarenas.

### Relevo e rios
A província é uma extensa planície, só acidentada a norte e este pela Cordilheira Vulcânica, e na Península de Nicoya, pelos montes de San Blas e La Habana. É banhada pelos rios Tempisque, Sapoé, Cañitas, Sábalos e Mena.

### Clima
O clima e a cultura de Guanacaste são únicas entre as províncias da Costa Rica. A província tem aguaceiros e calor de Novembro a Abril. Muitos turistas norte-americanos trocam o inverno frio ao norte pelo calor das praias de Guanacaste. De Maio a Outubro o clima é semelhante ao de San José, com chuviscos diários e temperaturas moderadas. Guanascate é, todavia, consideravelmente mais quente que as províncias mais elevadas.

## Economia
A província produz gado e fruta. É muito rica na exploração florestal. Possui petróleo, hulha e algum ouro.

## Povo
A maioria da população descende de uma mistura de Chorotega ameríndios nativos, Espanhóis e  africanos sub-saarianos. Os residentes de Guanacaste falam um dialecto distinto do resto da Costa Rica. Tal como na Nicarágua, os seus habitantes usam usted em vez de tú, mas depois de estabelecerem amizade com as pessoas, os habitantes de Guanacaste usam a expressão vos.

## Cantões
A província de Guanacaste está subdividida em 11 cantões (capital entre parênteses):
1. Abangares (Las Juntas)
2. Bagaces (Bagaces)
3. Cañas Blancas (Cañas)
4. Carrillo (Filadelfia)
5. Hojancha (Hojancha)
6. La Cruz (La Cruz)
7. Liberia (Liberia)
8. Nandayure (Carmona)
9. Nicoya (Nicoya)
10. Santa Cruz (Santa Cruz)
11. Tilarán (Tilarán)